# Bernard Kangro
Bernard Kangro, född 18 september 1910 i Estland, död 25 mars 1994 i Lund, var estländsk-svensk författare.
Bernhard Kangro blev filosofie magister 1938 och docent i litteraturhistoria vid universitetet i Dorpat 1943. År 1944 kom han som politisk flykting till Sverige. Kangro debuterade 1935 med Sonetid, en samling landskapsskildrande sonetter i romantisk anda med realistiska inslag, och utgav sedan en rad diktsamlingar om romantisk-symbolisk stil, såsom Reheahi (1939, "Riungnen"), där han bland annat med utnyttjande av folkloristisk stoff i drömbilder sökte sig tillbaka till gamla tider och forntida livsåskådning. Sedan Kangro kom till Sverige publicerade han diktsamlingarna Pölenud puu (1945, Bränt träd", Pühapäey (1946, Helgedagen), Seitsmes öö (1947, Den sjunde natten) och Tulease (1949, Eldstaden). I formsäkra dikter tolkade han här en stark hemlängtan, en brännande frihetskänsla och en framstegstro trots allt. Av Kangros romancykel Igatsetud maa (Den efterlängtade jorden) , som skildrade det estniska folkets frihetskamp och politiska utveckling hade det 1950 utkommit två delar.